# سیارک ۹۰۷۴
سیارک ۹۰۷۴ (به انگلیسی: 9074 Yosukeyoshida، نامگذاری:1994FZ) نه هزار و هفتاد و چهارمین سیارک کشف شده‌است که در ۳۱ مارس ۱۹۹۴ کشف شد.
قدر مطلق سیارک برابر ۱۳٫۸۰ است.